# Лавров, Михаил Трофимович
Лавров Михаил Трофимович (род. 15 ноября 1948 года, Панкратовская, Егорьевский район) — председатель совета депутатов городского округа Егорьевск, глава Егорьевского муниципального района (1991—2013), строитель, экономист, юрист, полковник запаса ВС РФ, член-корреспондент Международной Академии информационных процессов и технологий, член-корреспондент Петровской Академии наук и искусств.

## Биография
Михаил Трофимович Лавров среднее образование начал в сельской школе в д. Челохово, завершил в Егорьевской школе № 2. В 1966 году устроился рабочим на Егорьевской швейной фабрике. С 1967 по 1971 год работал в физико-химической лаборатории, преподавал физкультуру и электротехнику в Егорьевской школе № 2. В это же время учился во Всесоюзном заочном инженерно-строительном институте, (специальность: Промышленное и гражданское строительство). Устроился работать в СМУ-1 треста «Мосолбстрой-7» (должность-строитель). В 1972 году призван в Советскую Армию(проходил службу в Ракетных войсках стратегического назначения в Казахской ССР). Служил до 1973 года. Вернувшись на работу, М. Т. Лавров строил такие объекты в г. Егорьевск: ЦРБ, Школы, детские сады, заводов АТИ, завод «Комсомолец», Механический завод, Хлопчато-бумажного комбинат «Вождь пролетариата» и другие. За возведение мясокомбината(Егорьевский мясокомбинат) Михаил Лавров был награжден орденом «Знак почета». В 1983 году первичная организация стройтреста избрала начальника СМУ-2 М. Т. Лаврова секретарем парткома. Через год М. Т. Лавров становится первым заместителем председателя, а в 1985 году возглавляет городской исполком Егорьевского городского Совета народных депутатов.

### Политическая карьера
Начиная с 1984 года работает в системе управления Егорьевским районом. Занимал должности секретаря парткома КПСС гор. Егорьевск, Первого заместителем председателя Горисполкома гор. Егорьевск и Главой Егорьевского исполкома. 
В 1991 году М. Т. Лавров назначен руководителем администрации Егорьевского района. М. Т. Лавров закончил в 1996 году Российскую Академию государственной службы при Президенте РФ (специальность-Менеджер-экономист), в 1999 году получил специальность юриста. В 1998 году защитил кандидатскую диссертацию на тему «Управление социально-экономическим развитием административного района в условиях перехода к рынку». Победил на трех выборах главы Егорьевского района (1996, 1999, 2003). 
С 23 декабря 2013 года — Председатель совета депутатов городского округа Егорьевск.

## Награды
- Орден «Знак Почёта»
- Орден Почета (1999)[2]
- Почетный гражданин городского округа Егорьевск (2003)[3]
- Медаль «За отвагу на пожаре» (1993)[4]
- 2 ордена РПЦ.